# سازمان امنیت مردم
سازمان امنیت مردم (اندونزیایی: Badan Keamanan Rakyat) یک سازمان دولتی اندونزی بود که برای انجام وظیفه حفظ امنیت همراه با مردم و ادارات دولتی تأسیس شد.